# Союзный совет
Союзный совет (англ. Union councils of Pakistan) или сельский совет — орган местного самоуправления в Пакистане, состоящий из 13 советников. Возглавляет союзный совет — назим (что эквивалентно должности мэра) и наиб назим (заместитель мэра). Территория союзного совета включает в себя большой посёлок, прилегающие к нему районы и близлежащие маленькие деревни. Термин союзный совет может быть использован также для населённых пунктов, которые являются частью города.
Возглавляемый назимом, каждый союзных совет имеет 13 членов совета, которых выбирают путём голосования. Четверо мужчин и две женщины избираются непосредственно населением в целом; двое мужчин и две женщины — представители от крестьян и рабочих, один человек представляет меньшинства; два человека избираются совместно, как союзный мэр (назим) и заместитель союзного мэра (наиб назим). Кроме избранных членов совета, есть несколько государственных служащих и чиновников, которые отчитываются перед секретарём союзных советов. Секретарь союзных советов — гражданский служащий, назначаемый государством.
Территория союзного совета, как правило, часть техсила. Реже, союзный совет является частью городского округа.